# Roberto Miranda
Roberto Lopes de Miranda, často zvaný pouze Roberto (* 31. červenec 1944, São Gonçalo) je bývalý brazilský fotbalista. Hrával na pozici útočníka.
S brazilskou fotbalovou reprezentací vyhrál mistrovství světa roku 1970, nastoupil na šampionátu ke dvěma utkáním. Hrál též na olympijských hrách v Tokiu roku 1964. Brazílii reprezentoval v 7 zápasech, v nichž vstřelil 6 branek.
S klubem Botafogo FR vybojoval v roce 1968 brazilský pohár (Taça Brasil). V brazilských soutěžích strávil celou kariéru, hrál též za Flamengo, Corinthians a America FC.